# Novascuta paradoxa
Novascuta paradoxa is een keversoort uit de familie bladkevers (Chrysomelidae). De wetenschappelijke naam van de soort is, als Ascuta paradoxa, voor het eerst geldig gepubliceerd in 1997 door Medvedev.